# Entomobrya superba
Entomobrya superba is een springstaartensoort uit de familie van de Entomobryidae. De wetenschappelijke naam van de soort is voor het eerst geldig gepubliceerd in 1876 door Reuter.